# Campanha de Tullahoma

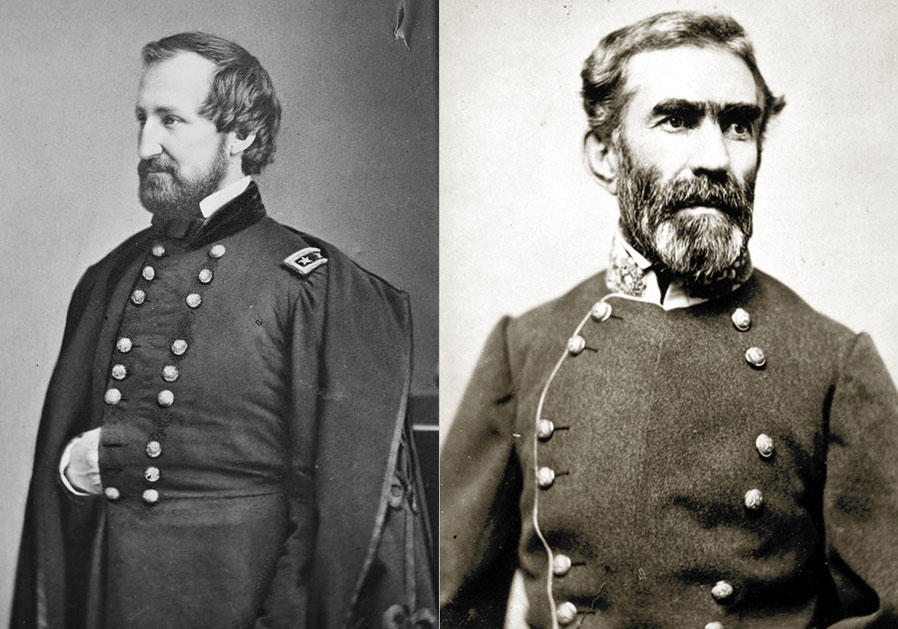
Os generais em comando:
Rosecrans e Bragg

A Campanha de Tullahoma (ou Campanha do Médio Tennessee) foi uma operação militar conduzida de 24 de Junho a 03 de Julho de 1863, pela unidade de Cumberland do Exército da União, sob comando do Major-general William Rosecrans, e considerada uma das mais brilhantes manobras Guerra Civil Americana. Seu efeito foi expulsar os Confederados, comandados elo general Braxton Bragg, do centro do Tennessee e ameaçar a cidade estratégica de Chattanooga.

## Antecedentes
Após a dispendiosa, mas taticamente inconclusiva Batalha de Stones River (31 de dezembro de 1862 - 2 de janeiro de 1863), entre Rosecrans e Bragg em Murfreesboro, Tennessee, Bragg retirou seu exército cerca de 30 milhas (48,3 quilômetros) ao sul, ao longo do Duck River e atrás de uma encosta conhecida como Highland Rim, que circunda o altiplano de Nashville. Pequenos grupos de piquetes protegiam as passagens pela Orla das Terras Altas e a cavalaria protegia cada flanco, uma frente de quase 70 milhas (113 quilômetros).